# Мон-Рок
Мон-Рок (фр. Mont-Roc, окс. Montròc) — коммуна во Франции, находится в регионе Юг — Пиренеи. Департамент — Тарн. Входит в состав кантона От-Даду. Округ коммуны — Кастр.
Код INSEE коммуны — 81183.

## География

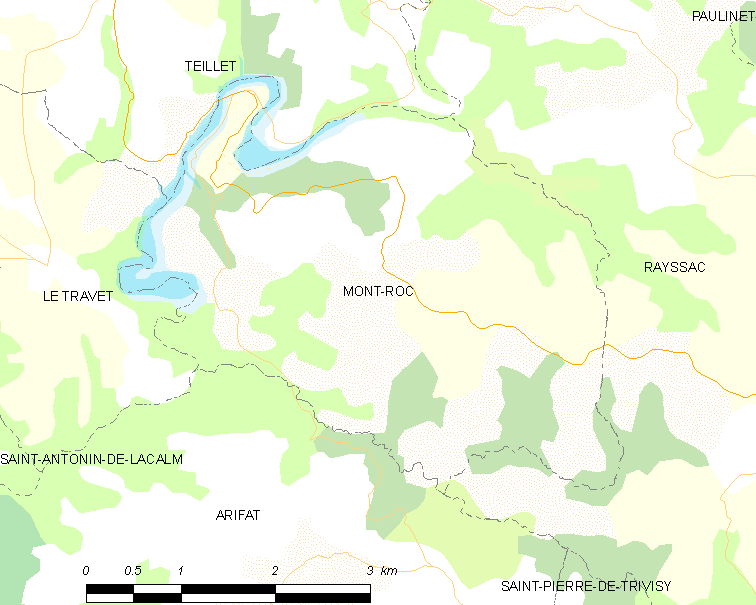
Карта коммуны

Коммуна расположена приблизительно в 570 км к югу от Парижа, в 80 км восточнее Тулузы, в 23 км к юго-востоку от Альби.
На северо-западе коммуны протекает река Даду.

## Климат
Климат умеренно-океанический. Зима мягкая и дождливая, лето жаркое с частыми грозами. Ветры довольно редки.

## Население
Население коммуны на 2010 год составляло 177 человек.
| 1962 | 1968 | 1975 | 1982 | 1990 | 1999 | 2010 |
| ---- | ---- | ---- | ---- | ---- | ---- | ---- |
| 221  | 211  | 255  | 241  | 219  | 173  | 177  |

## Экономика
В 2007 году среди 122 человек в трудоспособном возрасте (15—64 лет) 84 были экономически активными, 38 — неактивными (показатель активности — 68,9 %, в 1999 году было 62,4 %). Из 84 активных работали 79 человек (44 мужчины и 35 женщин), безработных было 5 (2 мужчин и 3 женщины). Среди 38 неактивных 6 человек были учениками или студентами, 22 — пенсионерами, 10 были неактивными по другим причинам.